# 愛沙尼亞郵政

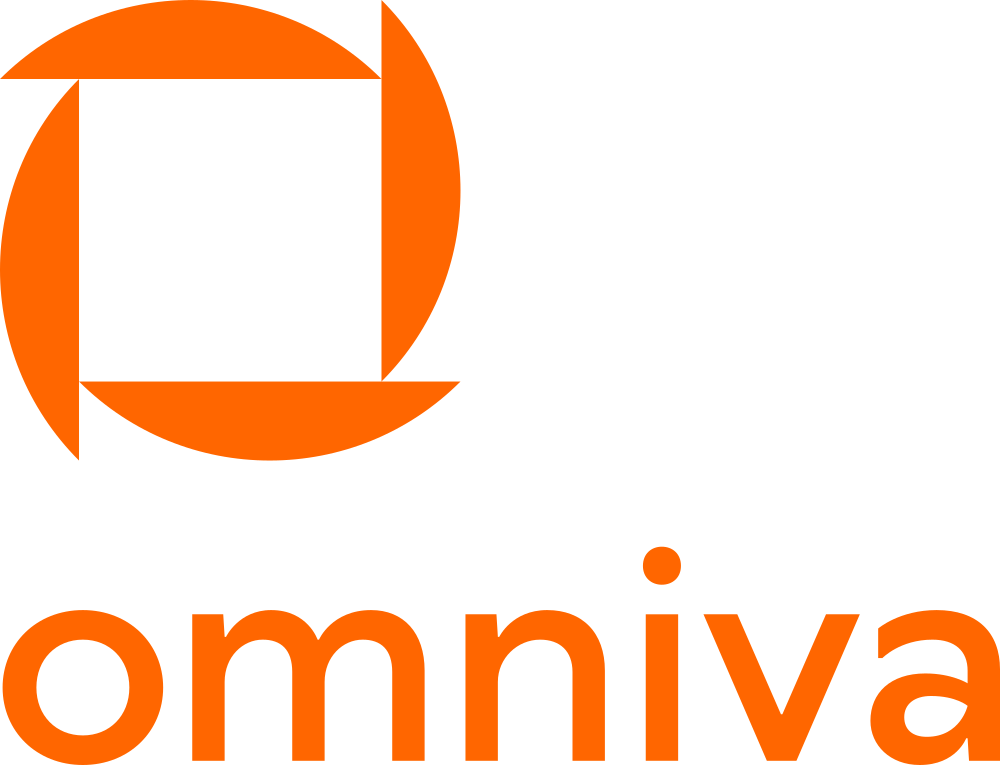

愛沙尼亞郵政（Omniva）是一家總部位於愛沙尼亞塔林的國際郵政和物流公司，服務範圍包括波羅的地區。該公司在2014年6月改為現名。2021年11月，愛沙尼亞郵政有265個郵局，其中187個位於農村地區。愛沙尼亞郵政是PostEurop的成員。
愛沙尼亞的第一張郵票發行於1918年11月22日。

## 外部連結
- 官方网站
- Article （页面存档备份，存于） on PostAndParcel.info

59°25′49.42″N 24°47′37.23″E / 59.4303944°N 24.7936750°E